# Parliamentarians for Global Action
Parliamentarians for Global Action (PGA) ist der Name eines internationalen Netzwerks von Parlamentariern, die sich für Menschenrechte und Rechtsstaatlichkeit, Demokratie, menschliche Sicherheit, Antidiskriminierung und Inklusion, Gleichstellung der Geschlechter, sowie Gerechtigkeit – einschließlich Klimagerechtigkeit – einsetzen. Dem Netzwerk gehören etwa 1200 Parlamentarier aus mehr als 140 Ländern an.
Die PGA hat allgemeinen Beraterstatus beim Wirtschafts- und Sozialrat der Vereinten Nationen mit Sitz in New York; ihr Büro in Den Haag, Niederlande, fördert die Zusammenarbeit mit den in Den Haag ansässigen internationalen Organisationen, den Internationalen Strafgerichtshofs („ICC“) eingeschlossen. 

## Aktivitäten
PGA beteiligte bzw. beteiligt sich an unter anderem an folgenden Initiativen:
- Biological Security and Health Campaign: Kampagne zur Globalisierung und Implementierung der Biowaffenkonvention.[1]
- Campaign against Discrimination based on Sexual Orientation and Gender Identity (SOGI Campaign)[2]
- Campaign for a Human rights-based approach to Climate Action[3]
- Campaign for Democratic Renewal and Human Rights[4]
- Campaign to Abolish the Death Penalty[5]
- Campaign to End Child, Early and Forced Marriage (CEFM Campaign)[6]
- Global Initiative Against Impunity[7]
- Global Parliamentary Cybersecurity Initiative (GPCI) in Kooperation mit dem Europarat[8]
- SALW/ATT Campaign:Kampagne zur Bekämpfung des illegalen Handels mit Kleinwaffen und leichten Waffen sowie zur Implementierung des Vertrags über den Waffenhandel (The Arms Trade Treaty, ATT)[9]

## Ländergruppen
Die PGA ist in zahlreichen Staaten durch PGA-Nationalgruppen in Parlamenten auf der ganzen Welt vertreten, und zwar in folgenden Parlamenten (Stand: Februar 2023):
Albanien, Argentinien, Australien, Burkina Faso, Chile, Dominikanische Republik, Ecuador, Europäisches Parlament, Gambia, Honduras, Indien, Italien, Kanada, Kap Verde, Kenia, Malaysia, Mosambik, Namibia, Niederlande, Neuseeland, Nigeria, Pakistan, Schweden, Simbabwe, São Tomé und Príncipe, Suriname, Tansania, Trinidad und Tobago, Uganda, Ukraine, Venezuela, Vereinigtes Königreich, Zentralafrikanische Republik.

## Würdigung
- Indira Gandhi Prize 1986[11]